# Іє (Окінава)
Іє́ (яп. 伊江村, いえそん, МФА: [ie soɴ]?) — село в Японії, в повіті Куніґамі префектури Окінава.   Площа становить 22,77 км². Станом на 1 липня 2012 року населення складало 4635  осіб, густота населення — 204 осіб/км².   

Протягом 1429—1871 років територія села входила до складу Рюкюської держави. 1871 року остання була перетворена на японський автономний уділ Рюкю. 1879 року цей уділ анексувала Японська імперія, яка перетворила його на префектуру Окінава.